# Seltersweg (Gießen)
Der Seltersweg ist die zentrale Einkaufsstraße der Gießener Innenstadt und gilt als meistbesuchte Einkaufsstraße Mittelhessens.

## Verlauf
Mit rund 424 Metern Länge verläuft der Seltersweg vom Elefantenklo in nordöstlicher Richtung bis zum Kreuzplatz und ist dabei vollständig als Fußgängerzone ausgewiesen. 
Der südliche Abschnitt des Seltersweges ergibt sich als richtungsmäßige Fortsetzung der Frankfurter Straße, die ihrerseits jedoch an der Kreuzung zum Gießener Anlagenring endet. 
Maßgeblich wird dieser Abschnitt des Selterswegs durch das Karstadt-Gebäude auf westlicher, sowie dem Darré-Gebäude auf östlicher Seite geprägt, die gemeinsam mit dem Elefantenklo den Eingang zu der Einkaufsstraße markieren. Sie kann hier durch Fußgänger mittels Rolltreppen des Elefantenklos, über das Karstadt-Gebäude selbst sowie auch über den Bürgersteig des Anlagenrings erreicht werden.
In den Seltersweg münden weiter nördlich Kinogasse und Wolkengasse. Nach etwa 250 Metern bildet die auf den Seltersweg treffende Goethestraße aus südöstlicher Richtung gemeinsam mit der aus nordwestlicher Richtung kommenden Löwengasse eine Kreuzung. Nach rund 300 Metern endet die Plockstraße im Seltersweg, der sich hiernach mit einem leichten Knick in Richtung Norden fortsetzt. An der darauffolgenden Kreuzung mit der Kaplansgasse und dem Neuenweg läuft der Seltersweg schließlich in den Kreuzplatz über.

## Geschichte
Namensgebend für den Seltersweg ist die 775 n. Chr. erstmals urkundlich erwähnte Siedlung Selters.
Die Bebauung des Seltersweges schien im Hochmittelalter noch keiner bestimmten Planung zu folgen. Bereits im 14. Jahrhundert gab es an dieser Straße allerdings wichtige Einrichtungen, wie etwa eine öffentliche Herberge auf Höhe der heutigen Maigasse. Jüngste archäologische Funde aus dem Jahr 2024 zeigten außerdem eine zum Seltersweg quer verlaufende, offenbar zu militärischen Zwecken errichtete Mauer. 
Teilabschnitte des Seltersweges sind bereits 1400 bis 1500 bebaut worden, allerdings wurde dieser mittelalterliche Gebäudebestand zwischen 1870 und 1935 durch modernere Gebäude ersetzt. Einige dieser Wohn- und Geschäftshäuser wurden allerdings aufgrund der Bombardierung der Gießener Innenstadt im Rahmen des Zweiten Weltkrieges beschädigt oder zerstört. Abschnittsweise galt der Seltersweg bis dahin als Innenstadtteil mit den höchsten Bodenwerten. Aus diesem Grund wurde ein schneller Wiederaufbau der entsprechenden Gebäude angestrebt und bereits Mitte der 50er Jahre fertiggestellt.
Im Übrigen bezog Georg Büchner während seines Medizinstudiums an der Justus-Liebig-Universität vom Herbst 1833 bis Frühjahr 1835 zeitweise Wohnsitz in einem Haus am Seltersweg, das heute indes nicht mehr erhalten ist.

## Verkehr

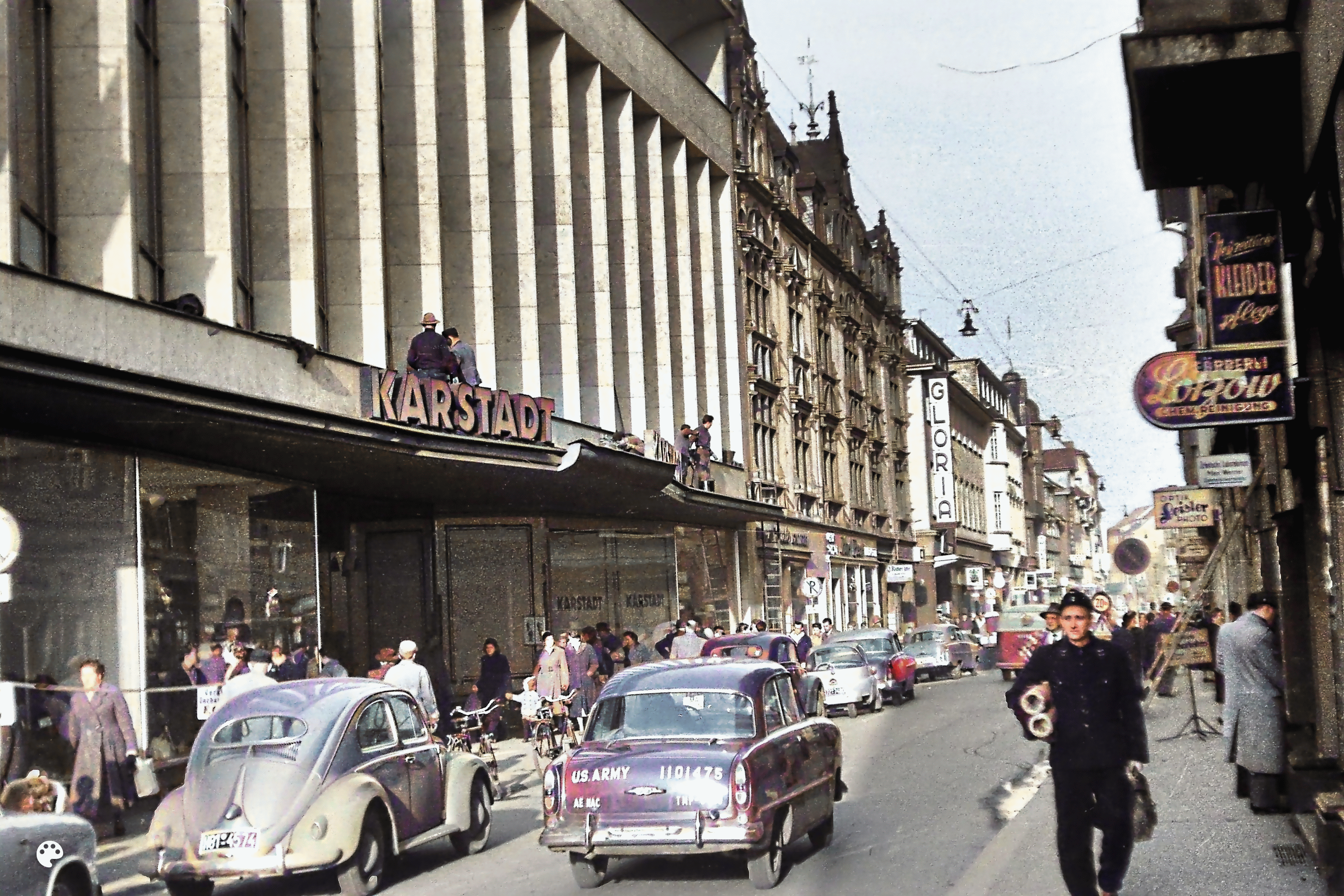
Autoverkehr im Seltersweg vor der Einführung einer Fußgängerzone

Im Zuge der Verkehrswende im Jahr 1909 wurden die bisher eingesetzten Pferde-Omnibusse durch elektrische Straßenbahnen ersetzt, wobei eine Strecke durch den Seltersweg zur heutigen Grünberger Straße führte. Der Betrieb der Straßenbahn wurde schließlich am 1. April 1953 eingestellt.
Mit dem zunehmenden Autoverkehr in den 60er Jahren gestaltete sich die Verkehrssituation im Seltersweg als chaotisch. Gegen den Widerstand einiger Geschäftsleute des Bereichs, die betriebliche Einbußen infolge der Verkehrsumstellung befürchteten, wurde schließlich eine Fußgängerzone eingerichtet.

## Einzelhandel
Der Seltersweg zählt zu den zentralen Einkaufsstraßen der Gießener Innenstadt; nach Schätzungen der Stadt beläuft sich die jährliche Besucherzahl auf 11,5 Millionen Menschen. Insgesamt sind 113 Dienstleister und Geschäfte im Seltersweg vertreten.
Am südlichen Ende des Seltersweges befindet sich ein großes Karstadt-Gebäude, hiervon gegenüber das familiengeführte Schuhhaus Darré, welches allerdings zum 31. Dezember 2025 schließen soll. Zu den prominenten Mode- und Bekleidungsgeschäften am Seltersweg zählen New Yorker, Peek & Cloppenburg, Hunkemöller, Deichmann und viele mehr. Daneben sind nicht zuletzt auch einige kleinere Betriebe wie Eisdielen, Cafés und Restaurants vertreten. 